# Museum für westliche und orientalische Kunst Odessa
Das Museum für westliche und östliche Kunst Odessa (ukrainisch Одеський музей західного і східного мистецтва) ist ein Museum für Schöne Künste in der Italijska-Straße in Odessa, Ukraine.

## Beschreibung
Das Museum wurde 1923 gegründet und ist in einem Palast untergebracht, der zwischen 1856 und 1858 nach einem Entwurf des Architekten L. Otton erbaut wurde. Die Sammlung des Museums entstand aus früheren Privatsammlungen, die durch Artefakte des Stadtmuseums der Schönen Künste und der Universität Odessa ergänzt wurden.
Das Museum verfügt über eine große Sammlung, darunter Werke von Caravaggio, Gerard David, Jan van Scorel, Peter Paul Rubens, Abraham Bloemaert, Frans Hals und anderen.
Seine Depots wurden bekannt, als Irina Linnik 1958 zwei Tronies des Malers Frans Hals entdeckte, die dort lagerten, und sie als die verlorenen Gemälde der Evangelisten Lukas und Matthäus erkannte. Diese beiden waren einst Teil einer Vierergruppe, die in Auktionsdokumenten aus dem 18. Jahrhundert beschrieben wird. Linnik verfolgte ihre Geschichte bis ins 17. Jahrhundert zurück und nach der Veröffentlichung ihres Werks im Jahr 1959 wurden auch die beiden anderen von Johannes und Markus wiederentdeckt.
In den orientalischen Sälen des Museums ist Kunst aus China, Japan, Indien, dem Iran und Tibet vertreten. Die Sammlung umfasst Seidengemälde, Porzellan, herausragende Stickereien, antike Waffen, Statuetten und andere Gegenstände aus dem 16.–17. Jahrhundert.
Das Museumsgebäude wurde während des Raketenangriffs am 20. Juli 2023 während des durch die russische Invasion in der Ukraine ausgelösten Kriegs beschädigt. Anfang Februar 2025 wurde es bei einem russischen Raketenangriff erneut in Mitleidenschaft gezogen. Das historische Zentrum Odessas, darunter auch das Museum, zählt seit Januar 2023 zum UNESCO-Weltkulturerbe.

## Beispiele aus der Sammlung

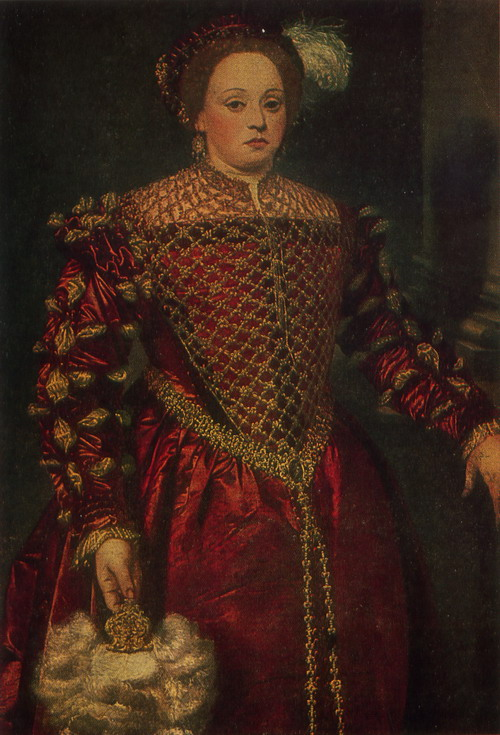
Unbekannte Venezianerin, 16. Jahrhundert
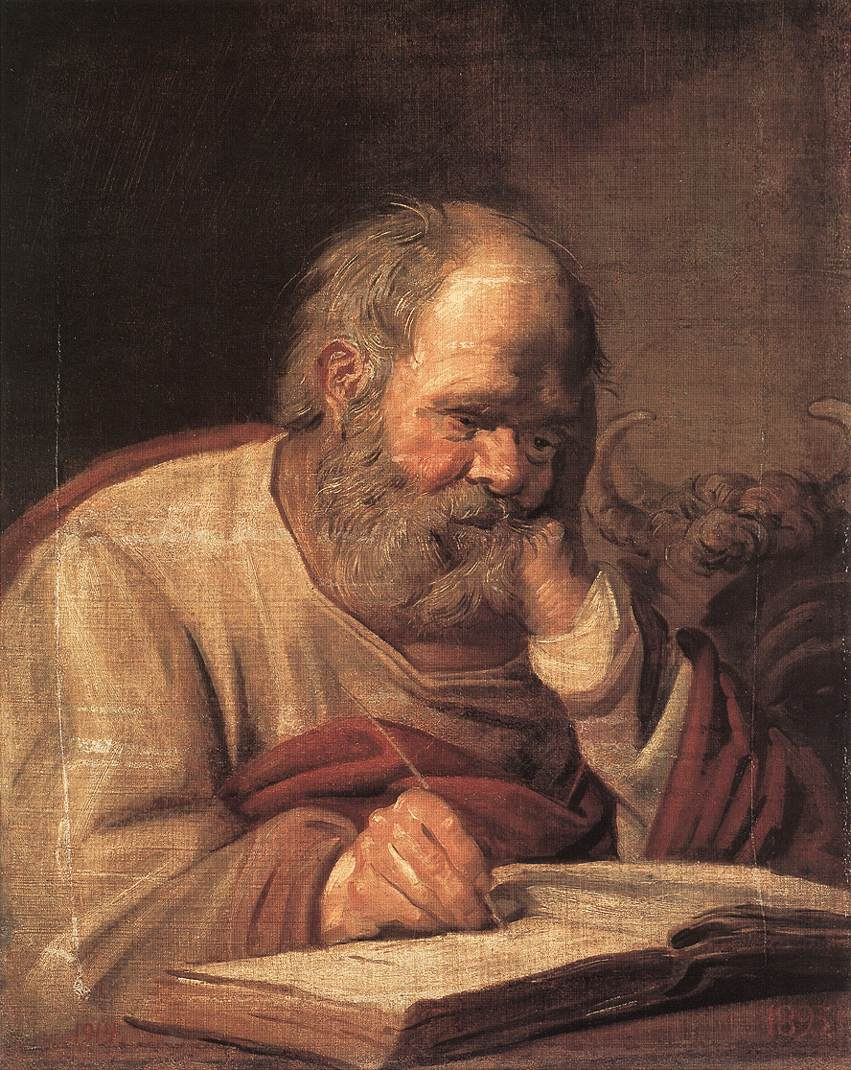
Frans Hals – St Lukas
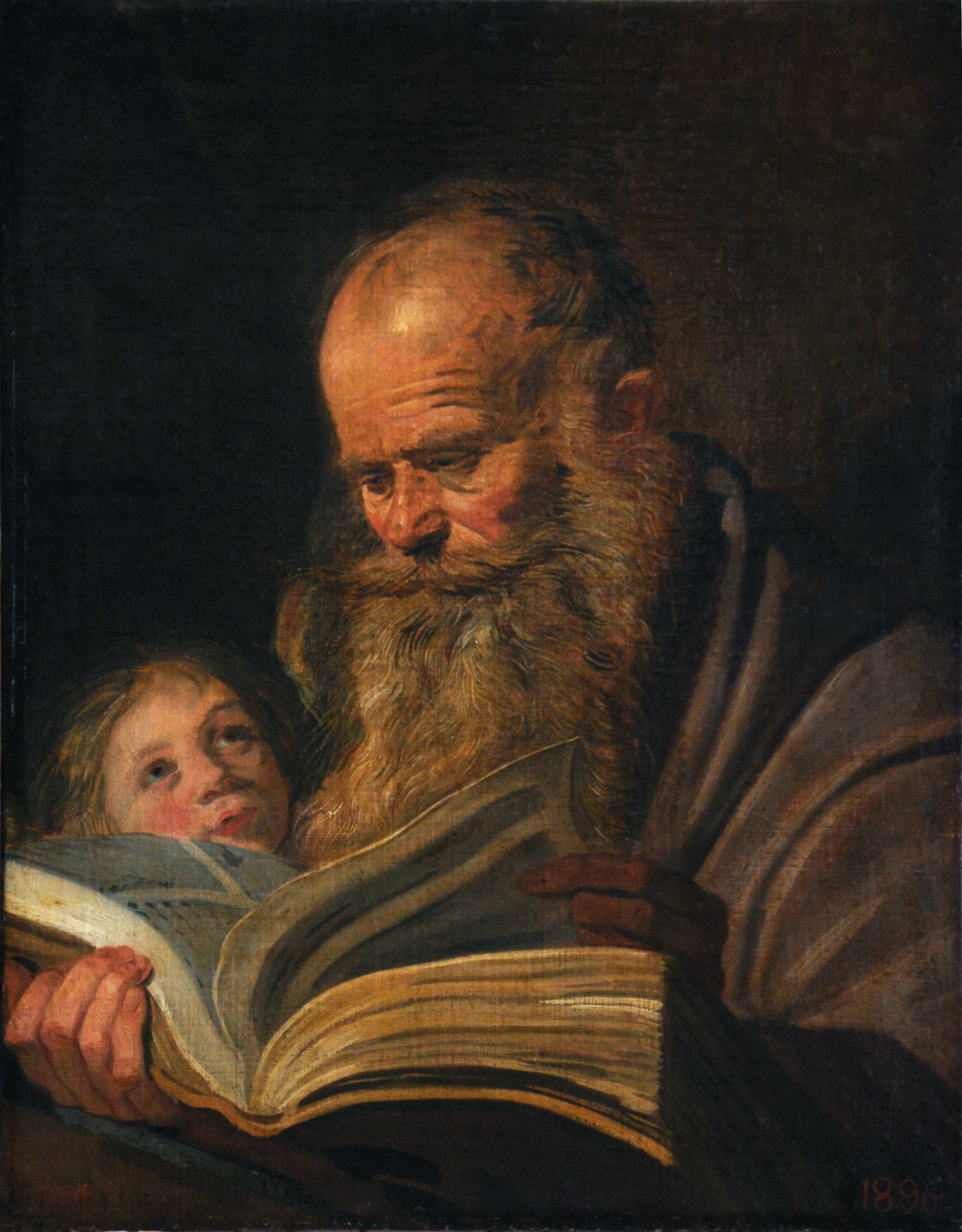
Frans Hals – St Matthäus
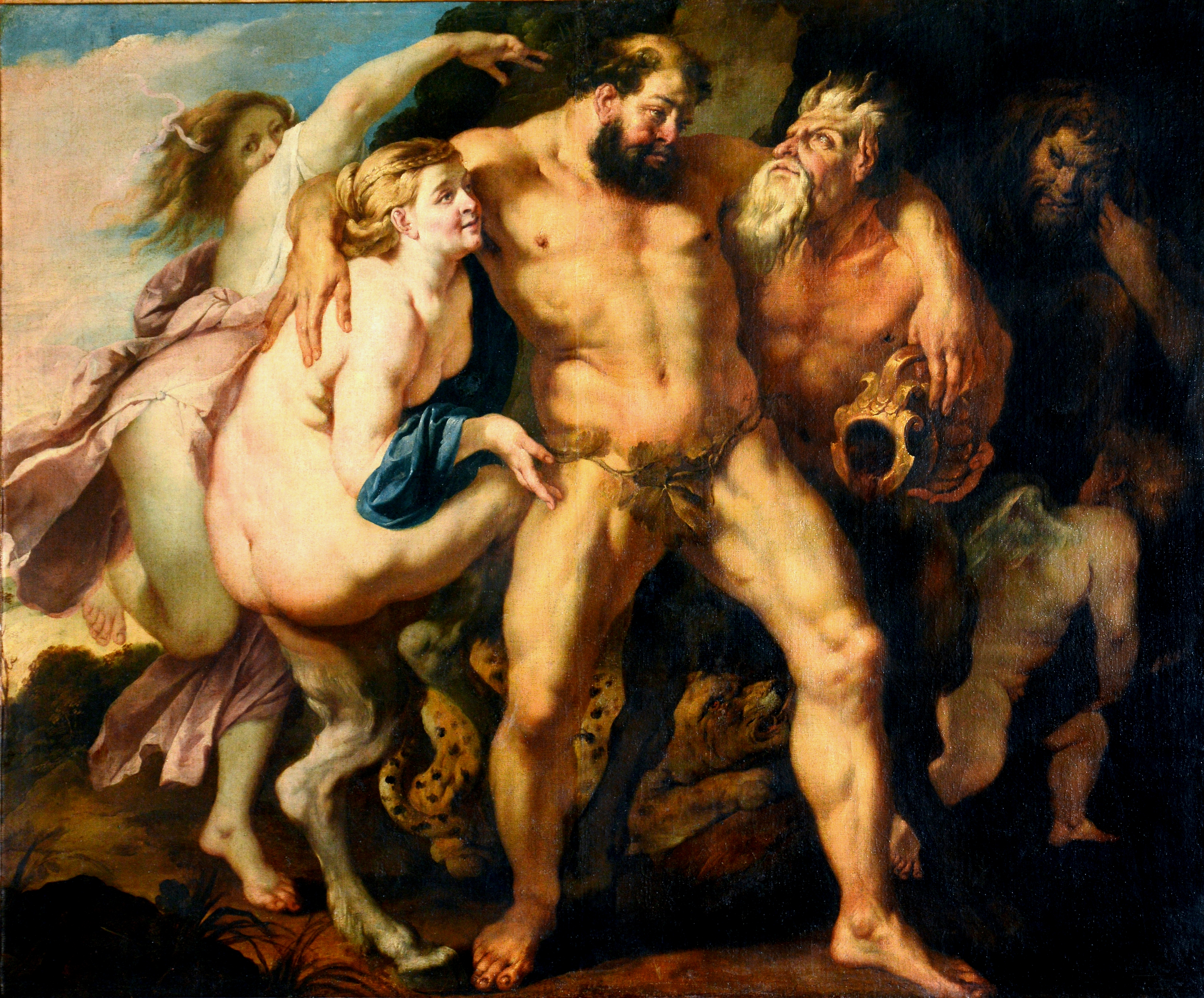
Pieter Paul Rubens (Werkstatt) Der betrunkene Herkules
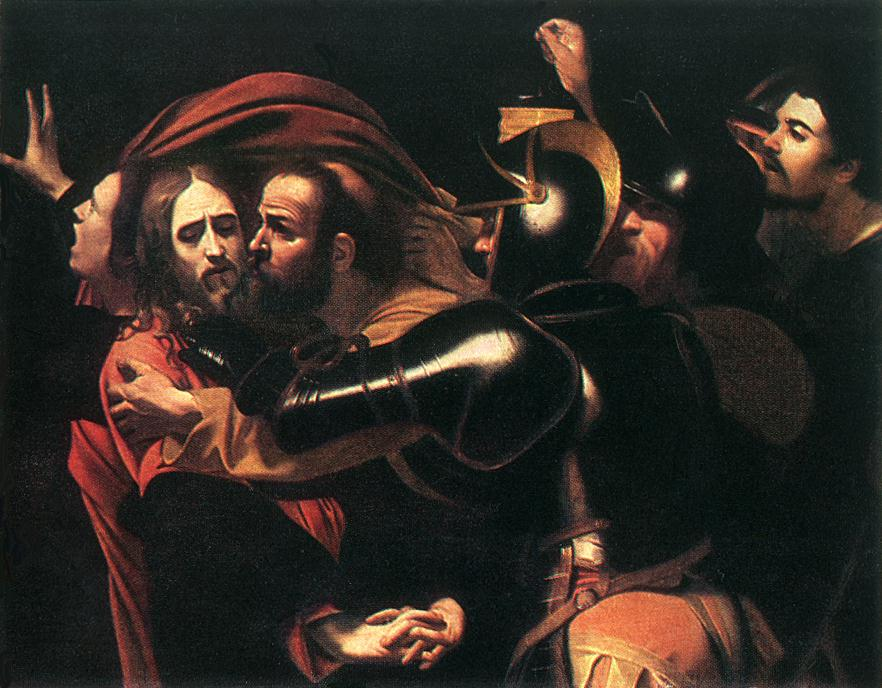
Caravaggio – Gefangennahme Christi
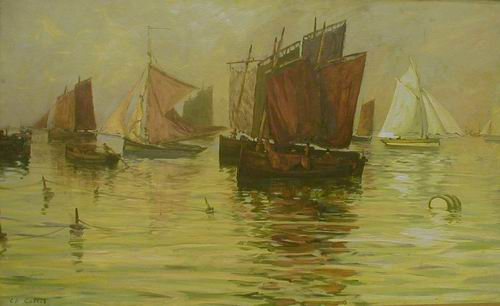
Charles Cotter Matrosen
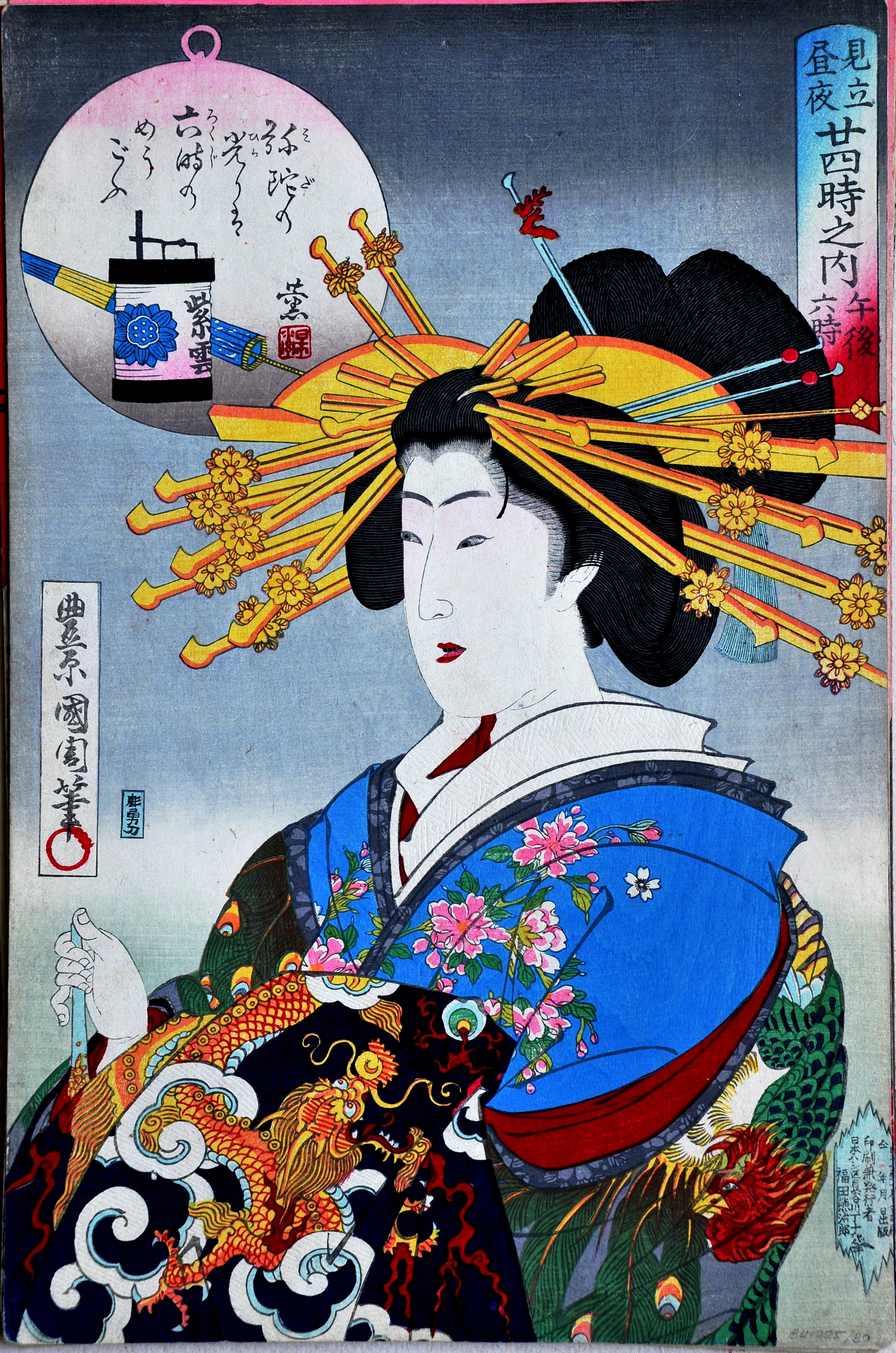
Japanischer Holzschnitt